# Análisis en ondas parciales
El análisis en ondas parciales, en el contexto de la mecánica cuántica, se refiere a una técnica empleada para resolver problemas de dispersión mediante la descomposición de cada onda en sus componentes de momento angular y la resolución usando condiciones de contorno. 

## Introducción a la teoría de la dispersión
Un haz constante de partículas sufre la dispersión en un potencial con simetría esférica {\displaystyle V(r)} de corto alcance, de manera que para largas distancias {\displaystyle r\to \infty }, las partículas se comportan como si fueran libres. En principio, cualquier partícula vendría descrita por un paquete de ondas, pero describiremos la dispersión de una onda plana viajando en la dirección del eje z {\displaystyle \exp(ikz)}, porque los paquetes de ondas se pueden descomponer en términos de ondas planas y es más sencillo matemáticamente. Dado que el haz está en operación durante tiempos largos en comparación con el tiempo de interacción de las partículas con el potencial, se supone que está en el estado estacionario. Esto significa que se debe resolver la ecuación de Schrödinger estacionaria para la función de ondas {\displaystyle \Psi (\mathbf {r} )} del haz de partículas:
{\displaystyle \left[-{\frac {\hbar ^{2}}{2m}}\nabla ^{2}+V(r)\right]\Psi (\mathbf {r} )=E\Psi (\mathbf {r} )}
Hacemos el siguiente ansatz:
{\displaystyle \Psi (\mathbf {r} )=\Psi _{0}(\mathbf {r} )+\Psi _{\mathrm {s} }(\mathbf {r} )}
onde {\displaystyle \Psi _{0}(\mathbf {r} )\propto \exp(ikz)} es la onda plana incidente y {\displaystyle \Psi _{\mathrm {s} }(\mathbf {r} )} es la parte dispersada, que representa una perturbación de la función de ondas original. Solamente la forma asintótica de {\displaystyle \Psi _{\mathrm {s} }(\mathbf {r} )} es de interés, ya que las observaciones cerca del centro dispersor (por ejemplo, un núcleo atómico) usualmente no son viables y la detección de partículas se realiza lejos del origen. A largas distancias, las partículas deberían comportarse como partículas libres y {\displaystyle \Psi _{\mathrm {s} }(\mathbf {r} )} debería ser por tanto una solución a la ecuación de Schrödinger libre. Esto sugiere que debería tener una forma similar a una onda plana, omitiendo las partes físicamente irrelevantes. Por lo tanto examinamos la expansión en ondas planas:
{\displaystyle e^{ikz}=\sum _{\ell =0}^{\infty }(2\ell +1)i^{\ell }j_{\ell }(kr)P_{\ell }(\cos \theta )}.
La función de Bessel esférica {\displaystyle j_{\ell }(kr)} se comporta asintóticamente como 
{\displaystyle j_{\ell }(kr)\to {\frac {1}{r}}\left(\exp(i(kr-l\pi /2))-\exp(-i(kr-l\pi /2))\right).}
Esto corresponde a una onda esférica incidente y saliente. Para la función de onda dispersada, solo se necesita la parte saliente. Por lo tanto esperamos que {\displaystyle \Psi _{\mathrm {s} }(\mathbf {r} )\propto \exp(ikr)/r} a largas distancias, y fijamos la forma asintótica de la onda dispersada a
{\displaystyle \Psi _{\mathrm {s} }(\mathbf {r} )\to f(\theta ,k){\frac {\exp(ikr)}{r}}}
donde {\displaystyle f(\theta ,k)} es la amplitud de dispersión, que en este caso solamente depende del ángulo de elevación {\displaystyle \theta } y la energía. En conclusión, la teoría de la dispersión proporciona la siguiente forma asintótica para la función de ondas completa:
{\displaystyle \Psi (\mathbf {r} )\to \Psi ^{(+)}(\mathbf {r} )=\exp(ikz)+f(\theta ,k){\frac {\exp(ikr)}{r}}}.

## Expansión en ondas parciales
En el caso de un potencial de simetría esférica {\displaystyle V(\mathbf {r} )=V(r)}, la función de onda dispersada puede desarrollarse en armónicos esféricos que se reducen a polinomios de Legendre por la simetría azimutal (no hay dependencia en {\displaystyle \phi }):
{\displaystyle \Psi (\mathbf {r} )=\sum _{\ell =0}^{\infty }{\frac {u_{\ell }(r)}{r}}P_{\ell }(\cos \theta )}.
En los problemas de dispersión usuales, el haz incidente se supone que toma la forma de una onda plana de número de ondas k, que se puede descomponer en ondas parciales usando la expansión de las ondas planas en términos de funciones de Bessel esféricas y polinomios de Legendre:
{\displaystyle \psi _{\text{in}}(\mathbf {r} )=e^{ikz}=\sum _{\ell =0}^{\infty }(2\ell +1)i^{\ell }j_{\ell }(kr)P_{\ell }(\cos \theta )}
Hemos asumido un sistema de coordenadas esféricas con el eje z alineado con la dirección del haz. La parte radial de esta función de ondas depende únicamente de funciones de Bessel esféricas, que se pueden reescribir como la suma de dos funciones de Hankel esféricas:
{\displaystyle j_{\ell }(kr)={\frac {1}{2}}\left(h_{\ell }^{(1)}(kr)+h_{\ell }^{(2)}(kr)\right)}
El significado físico es el siguiente: hℓ(1) se comporta asintóticamente (es decir, para r grande) como i−(ℓ+1)eikr/(kr) y por tanto es una onda saliente, mientras que hℓ(2) se comporta asintóticamente como iℓ+1e−ikr/(kr) y es por tanto una onda incidente. La onda incidente no se ve afectada por la dispersión, mientras que la onda dispresada se modifica por un factor conocido como el elemento de la matriz S de la onda parcial Sℓ:
{\displaystyle {\frac {u_{\ell }(r)}{r}}{\stackrel {r\to \infty }{\longrightarrow }}{\frac {i^{\ell }k}{\sqrt {2\pi }}}\left(h_{\ell }^{(1)}(kr)+S_{\ell }h_{\ell }^{(2)}(kr)\right)}
donde uℓ(r)/r es la componente radial de la función de ondas. El desfase de la dispersión δℓ se define como la mitad de la fase de Sℓ:
{\displaystyle S_{\ell }=e^{2i\delta _{\ell }}}
Si no se pierde flujo en el haz, |Sℓ| = 1 y el desfase es real. Esto es lo que ocurre normalmente, a no ser que el potencial tenga una componente imaginaria de absorción, lo que se emplea en modelos fenomenológicos para describir pérdidas debido a otros canales de reacción.
Por tanto, la función de ondas asintótica completa es
{\displaystyle \psi (\mathbf {r} ){\stackrel {r\to \infty }{\longrightarrow }}\sum _{\ell =0}^{\infty }(2\ell +1)i^{\ell }{\frac {h_{\ell }^{(1)}(kr)+S_{\ell }h_{\ell }^{(2)}(kr)}{2}}P_{\ell }(\cos \theta )}
Restando ψin se obtiene la onda saliente asintótica:
{\displaystyle \psi _{\text{out}}(\mathbf {r} ){\stackrel {r\to \infty }{\longrightarrow }}\sum _{\ell =0}^{\infty }(2\ell +1)i^{\ell }{\frac {S_{\ell }-1}{2}}h_{\ell }^{(2)}(kr)P_{\ell }(\cos \theta )}
Empleando el comportamiento asintótico de las funciones de Hankel se obtiene:
{\displaystyle \psi _{\text{out}}(\mathbf {r} ){\stackrel {r\to \infty }{\longrightarrow }}{\frac {e^{ikr}}{r}}\sum _{\ell =0}^{\infty }(2\ell +1){\frac {S_{\ell }-1}{2ik}}P_{\ell }(\cos \theta )}
De la definición de amplitud de dispersión f(θ, φ)
{\displaystyle \psi _{\text{out}}(\mathbf {r} ){\stackrel {r\to \infty }{\longrightarrow }}{\frac {e^{ikr}}{r}}f(\theta ,\phi )}
se sigue que
{\displaystyle f(\theta ,k)=\sum _{\ell =0}^{\infty }(2\ell +1){\frac {S_{\ell }-1}{2ik}}P_{\ell }(\cos \theta )=\sum _{\ell =0}^{\infty }(2\ell +1){\frac {e^{i\delta _{\ell }}\sin \delta _{\ell }}{k}}P_{\ell }(\cos \theta )}
y por tanto la sección eficaz diferencial está dada por
{\displaystyle {\frac {d\sigma }{d\Omega }}=|f(\theta ,k)|^{2}={\frac {1}{k^{2}}}\left|\sum _{\ell =0}^{\infty }(2\ell +1)e^{i\delta _{\ell }}\sin \delta _{\ell }P_{\ell }(\cos \theta )\right|^{2}}
{\displaystyle \sigma =4\pi \sum _{\ell }(2\ell +1){\frac {\sin ^{2}\delta _{\ell }(p)}{p^{2}}}}.
Este procedimiento se puede aplicar a cualquier interacción de corto alcance. Para interacciones de largo alcance, como la interacción de Coulomb, la suma sobre ℓ puede no ser convergente. La estrategia general para estos problemas es tratar la interacción de Coulomb y las interacciones de corto alcance por separado, ya que el problema de Coulomb se puede resolver de forma exacta en términos de las funciones de Coulomb, que hacen el papel de las funciones de Hankel en este problema.